# Златко Чайковський
Златко Чайковський (сербохорв. Zlatko Čajkovski, нар. 24 листопада 1923, Загреб — пом. 27 липня 1998, Мюнхен) — югославський футболіст, що грав на позиції півзахисника. По завершенні ігрової кар'єри — футбольний тренер. Учасник двох Чемпіонатів світу і Олімпійських ігор. Його брат Желько також був футболістом, разом з яким він виступав за національну збірну Югославії.
Як гравець найбільші досягнення отримав з «Партизаном», у складі якого став дворазовим чемпіоном Югославії та триразовим володарем Кубка Югославії.
На тренерській посаді найбільших досягнень здобув у ФРН, вигравши з «Кельном» національний чемпіонат, а з «Баварією» став дворазовим володарем Кубка ФРН та володарем Кубка Кубків УЄФА.

## Клубна кар'єра
Професійну кар'єру гравця Чайковський починав в загребському клубі «ХАШК», за який виступав до і під час Другої світової війни, а команда 1943 року стала віце-чемпіоном Хорватії, а наступного сезону вийшла до фіналу турніру, який не відбувся через воєнні дії, а сам Чайковський був головним гравцем клубу.
По закінченні війни клуб був розпущений (велика частина архівів згоріла в кінці війни, тому точну кількість матчів гравців встановити неможливо), і Чайковський перейшов в белградський «Партизан», який тоді був головним клубом Югославської народної армії. У першому післявоєнному сезоні 1945 року Чайковський приніс клубу друге місце в першості Югославії. У наступному сезоні 1946/47 років Златко провів 20 матчів і забив три голи, чого клубу вистачило для перемоги в чемпіонаті. Ще один титул Златко виграв у сезоні 1948/49 років, а потім виграв три Кубка Югославії (тоді він називався Кубок Маршала Тіто) в 1947, 1952 і 1954 роках.
У 1955 році Златко поїхав у «Кельн», в якому в першому сезоні провів 24 матчі і забив два голи. Всього він відіграв три сезони, додавши 29 ігор і 2 м'ячі в чемпіонаті (у кубку провів всього три гри і забив один гол).
Завершив професійну ігрову кар'єру у ізраїльському клубі «Хапоель» (Хайфа), за який виступав протягом 1958—1960 років.

## Виступи за збірні
Чайковський виступав за молодіжну збірну Королівства Югославії, зігравши два матчі проти молодіжних команд Румунії і Угорщини.
Під час Другої світової війни він зіграв два матчі за команду Незалежної держави Хорватії: перша гра відбулася 1 листопада 1942 року у Штутгарті проти німців і закінчилася переконливою перемогою господарів з рахунком 5:1. Друга відбулася 6 червня 1943 року у Братиславі проти словаків, і там успіх святкували хорвати, вигравши 3:1.
За збірну поновленої Югославії (СФРЮ) Златко зіграв 55 матчів і забив сім голів. Перший матч відбувся 29 вересня 1946 року проти Чехословаччини. Перший гол забив 7 жовтня 1946 року у зустрічі в Тирані з Албанією (югослави виграли 3:2). Також він забивав Норвегії у Осло (перемога югославів 3:1), Ізраїлю у Тель-Авіві (перемога югославів 5:2), СРСР у Тампере (перемога югославів 3:1), Данії у Гельсінкі (перемога югославів 5:3), ФРН у Гельсінкі (перемога югославів 1:3) і Людвігсхафене (перемога німців 3:2). Останній гол був забитий саме в Людвігсгафені 21 грудня 1952 року, останню гру Златко зіграв 15 травня 1955 року проти Шотландії.
У складі югославської збірної він виграв срібні медалі на Олімпійських іграх 1948 року у Лондоні та Олімпійських іграх 1952 року у Гельсінкі. Також зіграв на першостях світу 1950 року у Бразилії і 1954 року у Швейцарії. У 1953 році Чайковський зіграв матч у складі збірної світу проти команди Великої Британії, який завершився нічиєю 4:4. У складі збірної світу виступали також югослави Владимир Беара, Бранко Зебець і Бернард Вукас.
1955 року змушений був припинити виступи за збірну в обмін на право виступати в закордонних клубах.

## Кар'єра тренера
У Німецькій спортивній академії в Кельні Златко Чайковський навчався на футбольного тренера в групі під керівництвом професора Геннеса Вайсвайлера і успішно склав іспити, отримавши диплом.

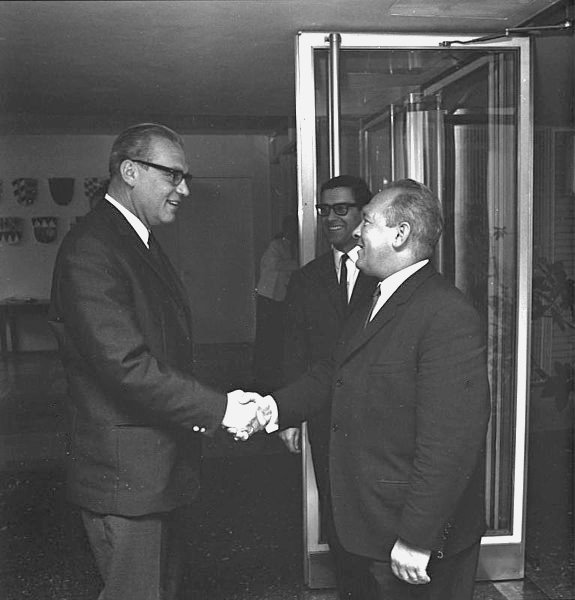
Златко Чайковський (праворуч) на зустрічі з німецьким політиком Франц Гойбл після перемоги «Баварії» в Кубку Кубків УЄФА. 9 серпня 1967 року.

У 1961 році Златко очолив «Кельн», з яким в першому ж сезоні виграв чемпіонат ФРН, вперше в історії клубу. Через рік після успіху Златко перехйшов в «Баварію», яку зумів вивести в Бундеслігу. З мюнхенцями Чайковський двічі виграв кубок ФРН у 1966 і 1967 роках, а потім і Кубок володарів кубків УЄФА 1966—1967, перемігши у фіналі шотландський «Рейнджерс».
Надалі до 1976 року Чайковський очолював німецькі «Ганновер 96», «Кікерс» (Оффенбах) та «Нюрнберг», але лише з оффенбахцями зміг виграти ще один національний кубок. Також у сезоні 1970/71 недовго очолював «Динамо» (Загреб) зі свого рідного міста.
1977 року Златко очолив грецький АЕК, де пропрацював один рік, вигравши чемпіонат і кубок Греції. Після цього працював зі швейцарськими клубами «Цюрих» та «Гренхен», а також австрійським ГАКом (Грац), після чого ненадовго повернувся в АЕК.
Останнім місцем тренерської роботи був клуб «Аполлон», команду якого Златко Чайковський очолював як головний тренер до 1984 року.
Помер 27 липня 1998 року на 75-му році життя в місті Мюнхен.

## Титули і досягнення

### Як гравця
- Чемпіон Югославії (2):

«Партизан»: 1946–47, 1948–49
- Володар Кубка Югославії (3):

«Партизан»: 1946–47, 1951–52, 1953–54
- Срібний олімпійський призер: 1948, 1952

### Як тренера
- Чемпіон Німеччини (1):

«Кельн»: 1961–62
- Володар Кубка Німеччини (3):

«Баварія»: 1966, 1967
«Кікерс» (Оффенбах): 1970
- Чемпіон Греції (1):

АЕК: 1977–78
- Володар Кубка Греції (1):

АЕК: 1977–78
- Володар Кубка Кубків УЄФА (1):

«Баварія»: 1966–67